# Carrie (película de 1976)
Carrie (conocida como Carrie: Un extraño presentimiento en México) es una película de terror sobrenatural estadounidense de 1976, dirigida por Brian De Palma, y escrita por Lawrence D. Cohen. Es la primera entrega de la saga de Carrie, basada en la novela del mismo nombre escrita por Stephen King.
Tanto la película como la novela tratan acerca de una introvertida adolescente, Carrie White, quien descubre que posee poderes telequinéticos que salen a la luz en el momento que ella estalla de ira. Adicionalmente, sufre constantes humillaciones por parte de sus compañeros, lo cual termina en tragedia el día del baile de graduación, cuando usa sus poderes en contra de todos los que se burlaron. La película está protagonizada por Sissy Spacek y le sigue Piper Laurie, Amy Irving, William Katt, Betty Buckley, Nancy Allen, John Travolta y P. J. Soles en los papeles principales.
La obra daría lugar a una secuela, Carrie 2: La Ira , un remake para televisión realizado en 2002, y una nueva versión para cines que se estrenó en el año 2013 (se debe aclarar que, en ninguna de ellas, participa De Palma). Durante una encuesta realizada en octubre de 2008, se reveló que Carrie era considerada una de las películas más populares vistas en Halloween.
Spacek y Laurie fueron nominadas para el Óscar a la mejor actriz y el Óscar a la mejor actriz de reparto respectivamente. En 2022, la película fue seleccionada para su conservación en el Registro Nacional de Cine de los Estados Unidos por la Biblioteca del Congreso por ser "cultural, histórica o estéticamente significativa".

## Argumento
Carrie White es una adolescente marginada por la influencia perniciosa de su madre, una fanática religiosa con una fuerte obsesión por hacer sus propias interpretaciones de la Biblia. Esta influencia sobre Carrie la convierten en el blanco de burlas del colegio, ya que sus compañeras no comprenden su timidez e introversión.
Jugando al voleibol en educación física y perdiendo la pelota en todas las ocasiones, las chicas la acosan constantemente, capitaneadas por Chris Hargensen, quien es especialmente cruel. Terminada la clase, mientras se duchan, Carrie tiene su primera menstruación. Al enterarse, el resto de las chicas se burlan de ella, arrojándole tampones y compresas. Cuando la profesora de educación física, la Sra. Collins, aparece en escena, trata de calmar a Carrie quien, con el poder de su mente y, aún sin saberlo, rompe un foco de iluminación. La Sra. Collins manda a las chicas fuera, y (por lo que más tarde Carrie le reclama a su madre) entendemos que le cuenta a Carrie lo que le está ocurriendo, ya que ella no sabía nada sobre la menstruación y pensaba que se estaba muriendo.
Carrie es enviada al despacho del director, donde la Sra. Collins le pide que le permita ausentarse de las clases durante una semana debido a lo ocurrido. Después de que el director la llame Cassie en vez de Carrie repetidas veces, Carrie responde enfurecida diciendo “¡Es Carrie!”, y el cenicero vuela en el aire para estrellarse contra el suelo. Cuando Carrie vuelve a casa, un niño en bicicleta se burla de ella y, acto seguido, cuando Carrie lo mira, se estrella contra el suelo.
Esa misma tarde, Margaret, la madre de Carrie, visita a la Sra. Snell para difundir “El Evangelio de la Salvación a través de la Sangre de Cristo” y hacer que ésta haga una donación para la causa. La hija de la Sra. Snell, Sue, es una de las chicas que se había burlado de Carrie, quien aparece en su casa para disculparse por lo sucedido en las duchas.
Cuando Margaret llega a casa, recibe una llamada de la Sra. Collins, quien le cuenta todo lo que ha sucedido en la clase de educación física. Enfurecida, le dice a Carrie que su primera menstruación es un signo de pecado sexual que, según la absoluta convicción de su madre, Carrie ha cometido. Pese a las súplicas de Carrie, y su insistencia en que la humillación que sufrió es culpa de su madre por no hablarle nunca de la menstruación, su madre responde castigándola, forzándola a entrar en un armario para obligarla a rezar, a pedir perdón por haber pecado. Esa misma noche, Carrie llora en su habitación cuando, de repente, el espejo se rompe en mil pedazos. Margaret entra en el cuarto para averiguar si Carrie y la rotura del espejo tienen algo que ver.
Al día siguiente, en clase, el Sr. Fromm lee un poema escrito por Tommy Ross, un compañero de clase. Tras bromear con Tommy por la poesía, el Sr. Fromm invita a la clase a debatir sobre el poema haciendo críticas y observaciones. Cuando Carrie opina diciendo que el poema le parece hermoso, el Sr. Fromm se burla de ella. Acto seguido, Tommy insulta al Sr. Fromm.
La Sra. Collins castiga a las compañeras de Carrie imponiéndoles más horas extras en su clase para que así puedan asistir al Baile de Graduación. Carrie se encuentra en la biblioteca cuando Chris se rebela ante la Sra. Collins por el castigo impuesto, quien responde dándole una bofetada y prohibiéndole ir al Baile de Graduación. Chris culpa a Carrie de su desgracia, quien sigue en la biblioteca investigando sobre su don, la telequinesis.
Sue Snell, sintiéndose mal por haberse burlado de Carrie, planea sacrificar su asistencia al Baile de Graduación pidiéndole a su novio que invite en su lugar a Carrie. Su plan es conseguir que Carrie sea aceptada en la sociedad que la rechaza, pero Tommy, el novio de Sue, no acepta su propuesta. Chris, en cambio, planea vengarse de Carrie, urdiendo un plan con la ayuda de su novio Billy Nolan.
Al día siguiente, Tommy invita a Carrie al Baile de Graduación mientras ella se encuentra en la biblioteca. Carrie se asusta y se va corriendo del lugar. La Sra. Collins trata de ayudar a Carrie diciéndole que debe sentirse segura de sí misma, convenciéndola de que debe tener más autoestima y debe intentar aceptarse tal y como es. Más tarde, la Sra. Collins mantiene una charla con Sue y Tommy, quienes van a ayudar a Carrie con su vida social.
Tommy Ross se presenta en casa de Carrie para invitarla al Baile de Graduación por segunda vez. Carrie intenta negarse, pero Tommy, finalmente, le explica que quiere ir con ella porque le había gustado su poema. Tras la insistencia del chico, Carrie acepta. Billy, Chris y algunos otros chicos se cuelan en una granja de cerdos y matan a uno.
Carrie habla con su madre acerca de su invitación al Baile de Graduación. Margaret se enfurece al enterarse de que ha sido invitada por Tommy Ross y de que su hija quiere integrarse en la sociedad. Su madre le muestra su descontento, intentando impedir que su hija asista al baile pero, entonces, Carrie usa sus poderes de telequinesis, cerrando puertas y ventanas, consiguiendo que su madre se asuste y crea que esos poderes son del demonio. Sin importarle lo que pueda pensar su madre, Carrie la informa de que asistirá al baile.
En el gimnasio del colegio, Billy se encuentra sentado en una viga llenando un cubo de sangre. Chris le hace señas a Billy para decirle que si mantiene el cubo en el lugar en el que está ahora, podrá tirar de la cuerda durante el Baile de Graduación.
En la casa de los White, Margaret se encuentra rezando por Carrie mientras ésta cose su vestido rosa para el Baile de Graduación.
Ernie Peterson y Freddy, amigos de Billy, hablan al día siguiente en el colegio, con Chris escuchándoles desde lejos. Freddie quiere un cargo en el Comité del Baile de Graduación y Ernie pregunta por qué ha esperado hasta el mismo día del baile para organizarse. Finalmente, acuerdan que Freddy recogerá las papeletas de votación para escoger al Rey y la Reina del Baile.
Mientras tanto, en un salón de belleza del centro, Chris y sus amigas, Norma Watson y Helen Shyres hablan sobre el hecho de que Tommy haya invitado a Carrie al Baile de Graduación (por supuesto, también se ríen de ella). Chris le cuenta a Norma que, juntamente con su novio, han colocado un cubo lleno de sangre de cerdo en una de las vigas del gimnasio en el que se llevará a cabo el baile, justo encima del lugar en el que se llevará a cabo la coronación, donde ella y su novio estarán escondidos para tirar de la cuerda y que el líquido se derrame.
Tommy, George y otro chico se encuentran en una tienda escogiendo sus trajes para el baile.
Carrie se está preparando para el baile cuando su madre entra en su cuarto y empieza a criticarla por llevar el vestido. Más tarde, su madre le dice a Carrie que Tommy no va a venir y que todos van a reírse de ella. Carrie, enfurecida, empuja a su madre dos veces sobre la cama antes de que Tommy llegue. Posteriormente, Margaret le recita un pasaje de la Biblia en el que se exige la ejecución de las brujas.
El Baile de Graduación se lleva a cabo en medio de la felicidad de todos los asistentes. Dentro, la fiesta se encuentra en su apogeo cuando Carrie y Tommy juntamente con Frieda Jason y George Dawson entran al gimnasio. En la puerta, Frieda felicita a Carrie por el vestido y les invita a sentarse con ella y George.
En casa de los Snell, Sue pregunta qué hora es y se levanta de la mesa para salir al enterarse de que es tarde. Carrie piensa que el baile es la noche de su vida mientras Tommy charla con unas cuantas personas y la Sra. Collins le pregunta a Carrie cómo se siente. Carrie le dice que “Nunca olvidará esta noche” y Tommy le da las gracias por haber aceptado su invitación.
La votación se lleva a cabo y, tras haber manipulado los resultados, Tommy y Carrie son elegidos Rey y Reina del baile. Entre aplausos y felicitaciones por parte de todos los asistentes, se dirigen al escenario para ser coronados.
Sue Snell, quien acude al baile para ver cómo se desarrolla, se esconde detrás del escenario y presencia, feliz y orgullosa, la coronación. Al ver la cuerda y percatarse de que alguien la movía, sale de su escondite y se da cuenta de lo que va a suceder. La Sra. Collins desconfía de Sue cuando le cuenta lo que ha visto y la echa del gimnasio. Sue grita desesperadamente contando lo que está a punto de ocurrir pero sus gritos son ahogados por el ruido de los aplausos de la muchedumbre.
Chris tira de la cuerda y deja caer el contenido del cubo sobre Carrie. Después el cubo cae sobre Tommy dejándolo inconsciente. Al principio, los presentes están sorprendidos pero, luego, la mayoría se ríe con los victimarios, lo que lleva a que Carrie tenga la alucinación de que todos sin excepción se ríen (De Palma presenta dos imágenes: una subjetiva de Carrie y otra objetiva). Carrie se transforma por ello en una persona llena de furia y, utilizando sus poderes, cierra las puertas del gimnasio, provocando un incendio que termina en catástrofe con todos sus compañeros y profesores muertos, ya que quedan atrapados dentro sin poder abrir las puertas.
Carrie queda como única superviviente y, cuando camina de vuelta a su casa, Chris Hargensen y su novio intentan atropellarla, ya que lo han visto todo y se han quedado impactados por lo sucedido en el gimnasio. Cuando el coche de Billy Nolan está a punto de atropellarla, Carrie usa sus poderes para desviarlo y provocar que se vuelque y explote, matando así a sus ocupantes.
Carrie llega a casa y, tras ducharse, intenta conseguir consuelo en los brazos de su madre. Ella la abraza pero, pensando que su hija es el demonio, intenta matarla con un cuchillo. Carrie cae rodando por las escaleras mientras su madre la persigue con un cuchillo en la mano preparada para darle el golpe final. Carrie intenta escapar sin conseguirlo utilizando únicamente su capacidad corporal de movimiento. Cuando Margaret levanta el cuchillo para acabar con Carrie, ésta hace levitar los objetos afilados que se encuentran en su casa y ataca a su madre. Margaret muere como consecuencia de las heridas, quedando clavada en la pared en una posición muy similar al martirio de San Sebastián.
Carrie, arrepentida de lo que ha hecho, abraza a su madre. Comprendiendo que su habilidad sólo le ha traído muerte y destrucción, y arrepentida por haber matado a su madre y a la gente que la quería, llega a la conclusión de que la única solución para terminar con su sufrimiento es usar sus poderes para derribar su casa sobre ella y su madre. Toma el cuerpo de su madre y se lo lleva con ella a lo que aparentemente es un armario. Carrie muere durante el derrumbe y el posterior incendio de su hogar.
Finalmente, la única superviviente de la generación es Sue Snell, quien queda traumatizada por la tragedia.
La última escena de la película es un sueño de Sue Snell en el que se encuentra visitando el terreno en el que se encontraba la casa de Carrie. Cuando deposita un ramo de flores en él, la mano de Carrie sale tomándole el brazo. Sue se despierta alterada con su madre abrazándola y consolándola.

## Reparto
- Sissy Spacek como Carrie White.
- Piper Laurie como Margaret White.
- Amy Irving como Sue Snell.
- William Katt como Tommy Ross.
- Betty Buckley como Srta. Collins.
- Nancy Allen como Chris Hargensen.
- John Travolta como Billy Nolan.
- P. J. Soles como Norma Watson.
- Sydney Lassick como Sr. Fromm.
- Stefan Gierasch como el director Morton.
- Priscilla Pointer como Sra. Snell.
- Edie McClurg como Helen Shyres.
- Michael Talbott como Freddy.
- Deirdre Berthrong como Rhonda Wilson.
- Anson Downes como Ernest Peterson.
- Noelle Norh como Frieda Jason.

## Doblaje
| Personaje       | Actor/Actriz original | Actor/Actriz de doblaje | Actor/Actriz de doblaje  |
| --------------- | --------------------- | ----------------------- | ------------------------ |
| Carrie White    | Sissy Spacek          | Gaby Willer             | Marta Angelat            |
| Margaret White  | Piper Laurie          | Beatriz Aguirre         | María Luisa Solá         |
| Srta. Collins   | Betty Buckley         | Ángela Villanueva       | Elsa Fábregas            |
| Sue Snell       | Amy Irving            | ???                     | María Jesús Lleonart     |
| Tommy Ross      | William Katt          | Martín Soto             | Salvador Vidal           |
| Chris Hargensen | Nancy Allen           | Rocío Prado             | Gloria Roig              |
| Billy Nolan     | John Travolta         | Jesús Barrero           | Mario Gas                |
| Norma Watson    | P. J. Soles           | Rommy Mendoza           | Julia Gallego            |
| Helen Shyres    | Edie McClurg          | Norma Iturbe            | ???                      |
| Ernest Peterson | Anson Downes          | Héctor Reynoso          | Antonio Gómez de Vicente |
| Director Morton | Stefan Gierasch       | ???                     | Arsenio Corsellas        |
| Eleanor Snell   | Priscilla Pointer     | Rosario Muñoz Ledo      | Rosario Cavallé          |

## Producción

### Guion
La película Carrie fue la primera adaptación a la gran pantalla que se hizo de las obras de Stephen King, que es considerado como el gran maestro del terror en la actualidad. En ella todos los actores de la película eran mayores de edad pese a interpretar a adolescentes. Steven Spielberg se paseó por el set y se encontró con su futura esposa Amy Irving. A Stephen King le pagaron 2.500 dólares por los derechos de la película.
Durante ese rodaje se dejó inspirar por la obra de Alfred Hitchcock Psicósis (1960). De hecho, bajo esa inspiración, se decidió llamar al instituto en el que estudia la protagonista Bates High School, en homenaje al inquietante Norman Bates, el protagonista de la película y a su Bates Motel, que fue el centro de los acontecimientos en ella. También demostró en la película su dominio de la técnica, con trávelin circulares, planos secuencia y ralentís, que perfeccionaría en el futuro en posteriores obras como Doble cuerpo (1984) y Los intocables de Eliot Ness (1987).

### Casting
Muchas actrices jóvenes audicionaron para el papel principal, incluida Melanie Griffith. Su marido , Jack Fisk, convenció a Sissy Spacek para que hiciera una audición para el papel principal. Luego, Fisk convenció a De Palma para que la dejara audicionar y ella leyó todos los papeles. La primera elección de De Palma para el papel de Carrie fue Betsy Slade, quien recibió buenas críticas por su papel en la película Our Time (1974). Decidida a conseguir el papel principal, Spacek se retiró de un comercial de televisión que tenía previsto filmar, se frotó vaselina en el cabello, no se lavó la cara y llegó a su prueba de pantalla vestida con un vestido de marinero que le había hecho su madre en séptimo grado, con el dobladillo cortado, y le dieron el papel.
Nancy Allen fue la última en audicionar, y su audición se produjo justo cuando estaba a punto de dejar Hollywood. Ella y De Palma se casaron más tarde en 1979, pero se divorciaron en 1984.

### Rodaje
De Palma comenzó con el director de fotografía Isidore Mankofsky , quien finalmente fue reemplazado por Mario Tosi después de que se produjo un conflicto entre Mankofsky y De Palma. Gregory M. Auer , asistido por Ken Pepiot, se desempeñó como supervisor de efectos especiales de Carrie , con Jack Fisk, el esposo de Spacek, como director de arte.
La casa de la familia White fue filmada en Santa Paula (California). Para darle a la casa un tema gótico , el director y los productores visitaron tiendas de souvenirs religiosos para encontrar artefactos para decorar el lugar.
Se escribió y filmó un segmento envolvente al principio y al final de la película, que mostraba la casa de los White siendo golpeada por piedras que caían del cielo. La escena inicial se filmó según lo planeado, aunque en el celuloide, los pequeños guijarros parecían agua de lluvia. Un fallo mecánico impidió el rodaje de la noche en la que el modelo de la casa de los White iba a ser destruido por piedras, por lo que los realizadores decidieron simplemente quemarla y eliminaron las escenas con las piedras por completo. La escena inicial original se presume perdida.
La escena final, en la que Sue se acerca a la tumba de Carrie, fue filmada al revés para darle una sensación de ensueño. Esta escena se inspiró en la escena final de Deliverance (1972). En lugar de dejar que un doble realizara la escena bajo tierra, Spacek insistió en usar su propia mano en la escena, por lo que la colocaron debajo de las rocas y la grava. De Palma explica que los miembros del equipo "tuvieron que enterrarla, ¡Enterrarla!, tuvimos que ponerla en una caja y meterla bajo tierra. Bueno, hice que su marido [Fisk] la enterrara porque ciertamente no quería enterrarla".

### Música
La partitura de Carrie fue compuesta por Pino Donaggio. Además, Donaggio compuso dos canciones pop ("Born to Have It All" y "I Never Dreamed Someone Like You Could Love Someone Like Me") con letra de Merrit Malloy para la primera parte de la secuencia del baile de graduación. Estas canciones fueron interpretadas por Katie Irving (hermana de Amy Irving e hija de Priscilla Pointer). Donaggio volvería a trabajar con De Palma en Home Movies , Dressed to Kill , Blow Out , Body Double, Raising Cain, Pasión y Domino. Bajo su influencia Donaggio utilizó las cuatro notas de violín tan características de Psicosis siempre cuando la protagonista utilizaba en esta película sus poderes telequinéticos. Desde la producción de esta película ambos trabajaron y ha sido adicionalmente el que más veces ha trabajado junto a Brian de Palma hasta la fecha.
El álbum de la banda sonora fue lanzado originalmente en vinilo en 1976 por United Artists Records . Rykodisc lanzó una edición en CD de lujo que contenía algunas pistas de diálogo de la película en 1997, y Varèse Sarabande puso a disposición una reedición en CD de 2005 de la banda sonora original (menos el diálogo) .  En 2010, Kritzerland Records lanzó las 35 pistas de la partitura de Donaggio para la película en un CD de dos discos que se presentó como la partitura completa. También se incluyeron en esta edición las versiones de "Born to Have It All" y "I Never Dreamed  ..." que se escucharon en la película, así como instrumentales de ambas canciones, y escondidas al final del track final. una versión de la señal de "Calistenia" con la voz en off grabada en estudio de Betty Buckley desde la escena de la detención. El segundo disco fue una copia remasterizada del álbum original de 13 pistas. El lanzamiento de Kritzerland fue una edición limitada de 1200 copias. Kritzerland volvió a publicar el primer disco como "The Encore Edition" en febrero de 2013; este lanzamiento estuvo limitado a 1000 copias.

## Secuela

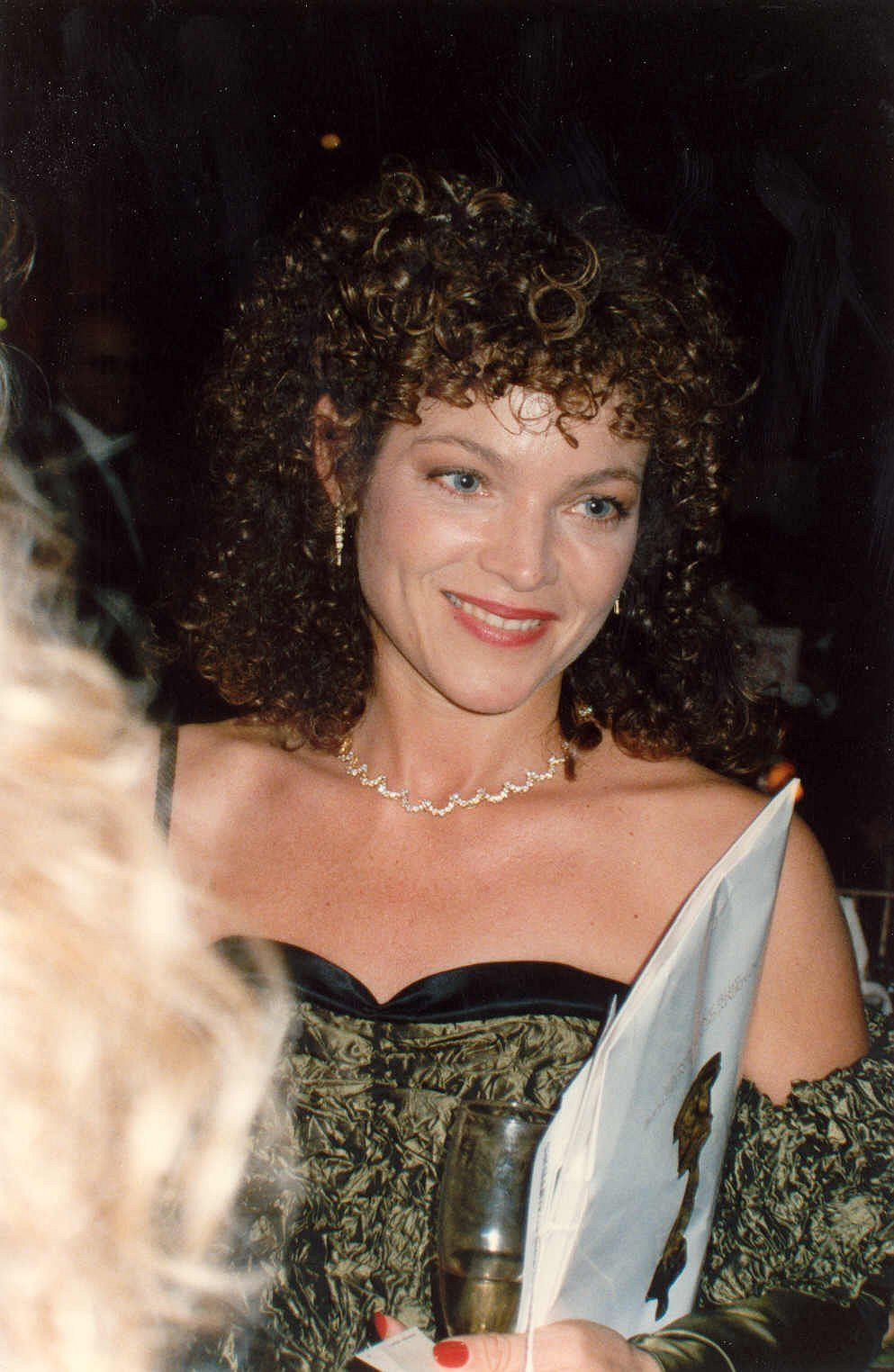
Amy Irving interpreta a Sue Snell en la película de 1976 y 1999.

La secuela oficial se estrenó en mayo de 1999 con el título de Carrie 2: La ira. Tras la muerte de la protagonista al final de la película de 1976, la historia se centra ahora en Rachel Lang, hija de Ralph White (padre de Carrie) y Sophia Lang. En este caso, Rachel también posee poderes telequineticos y es humillada en una fiesta, a raíz de lo cual entra en cólera y asesina a todos. La película comenzó su producción en el año 1996 y se terminó en 1999. En el reparto figuran Emily Bergl, que interpreta a Rachel Lang, Jason London y Amy Irving.

## Recepción
La película resultó un gran éxito para la United Artists, recaudando 33,8 millones de dólares en Estados Unidos, teniendo en cuenta que la inversión fue de 1,8 millones de dólares. La película recibió una respuesta positiva, sobre todo de los críticos. Fue también el primer gran éxito comercial de Brian de Palma. Cabe destacar, sin embargo, que la producción cinematográfica fue prohibida y luego censurada en Finlandia, y originalmente clasificado como X en el Reino Unido.
Para los críticos, Carrie es considerada como una de las mejores películas de suspense que marcaron la época de los 70s. La película recibió hasta la actualidad un 92% "Certified Fresh", calificación en el sitio web Rotten Tomatoes que agregó su opinión; el consejo establece que Carrie es una mirada horrible en poderes sobrenaturales, alta secuela, la crueldad y la angustia de una adolescente y nos dejó una de las escenas de baile más memorables e inquietantes de la historia.
Más tarde, Roger Ebert del Chicago Sun Times, afirmó que la película era una «película de terror absolutamente fascinante», así como un «retrato humano observador», y le dio 3 estrellas y media. 
La crítica Pauline Kael, del The New Yorker, destacó que tras ver el film se sintió como al salir de Tiburón: riéndose de su propio «infantilismo». Kael comparó el trabajo De Palma con el de otros directores como Alfred Hitchcock o Roman Polanski por su «perversa mezcla de comedia, terror y tensión».
La escena de la coronación de los reyes en el baile se cuenta entre una de las mejores secuencias del cine estadounidense contemporáneo. En su filmación, el director «combinó hábilmente la cámara lenta, que otorga una elegancia y una fuerza plástica innegables, con un suspense muy bien dosificado, que resulta, como en los buenos Hitchcock, tan previsible como difícil de evitar». De Palma exhibe de nuevo su talento visual, y nos ofrece un eficaz juego de planos y contraplanos que van del público estupefacto a la protagonista humillada y viceversa. En cambio, la escena de la masacre ha sido muy criticada (incluso por el propio cineasta) por el recurso a la técnica de la pantalla dividida, que le resta tensión y dramatismo.
La edición de 1988 de The Movie Guide declaró que Carrie era una «película de terror histórico», mientras que Stephen Farber proféticamente declaró en una edición de 1978 de la revista New West que «se trata de un clásico de terror, y a partir de ahora todavía será escrito y argumentado, y seguirá aterrando a los formuladores de las nuevas generaciones de los aficionados al cine». Finalmente Quentin Tarantino colocó a Carrie en el número 8 en la lista de sus películas favoritas de la historia.

### Premios Óscar
Carrie se caracteriza por ser una de las pocas películas de terror en ser nominada en los premios de la Academia. En 1977, Sissy Spacek fue nominada como "Mejor Actriz", junto a Marie-Christine Barrault, Faye Dunaway, Talia Shire y Liv Ullmann. Pero la victoria fue lograda finalmente por Faye Dunaway quien protagonizó Network. También fue Piper Laurie nominada como "Mejor Actriz de Reparto", junto a Jane Alexander, Beatrice Straight, Jodie Foster y Lee Grant. La victoria fue para Straight, también por su interpretación en Network. 
Premios Oscar
| Año  | Categoría                          | Nominado/a   | Resultado |
| ---- | ---------------------------------- | ------------ | --------- |
| 1977 | Óscar a la mejor actriz            | Sissy Spacek | Nominada  |
| 1977 | Óscar a la mejor actriz de reparto | Piper Laurie | Nominada  |

#### Otros premios
Festival de cine fantástico de Avoriaz
| Año  | Categoría                   | Nominada     | Resultado |
| ---- | --------------------------- | ------------ | --------- |
| 1977 | Galardón con el gran premio | Carrie       | Ganadora  |
| 1977 | Mejor Actriz                | Sissy Spacek | Ganadora  |

National Society of Film Critics
| Año  | Categoría    | Nominada     | Resultado |
| ---- | ------------ | ------------ | --------- |
| 1977 | Mejor Actriz | Sissy Spacek | Ganadora  |

Premios Globo de oro
| Año  | Categoría                                 | Nominada     | Resultado |
| ---- | ----------------------------------------- | ------------ | --------- |
| 1977 | Globo de Oro a la mejor actriz de reparto | Piper Laurie | Nominada  |

Premio Saturn
| Año  | Categoría                            | nominación o película | ResultadoPremio Saturn |
| ---- | ------------------------------------ | --------------------- | ---------------------- |
| 1977 | Saturn a la Mejor Película de Terror | Carrie                | Nominada               |

AFI's 100 años... 100 películas
| Año  | listado       | nominación o película | Resultado |
| ---- | ------------- | --------------------- | --------- |
| 1998 | 100 películas | Carrie                | Nominada  |

AFI's 100 años... 100 películas de suspense
| Año  | listado                   | nominación o película | Resultado |
| ---- | ------------------------- | --------------------- | --------- |
| 2001 | 100 películas de suspense | Carrie                | Puesto 46 |

## Carrieen la cultura popular
- Se realizó un episodio musical en la serie Riverdale, en el cual los personajes interpretaban Carrie: The Musical. Entre las escenas referenciadas, el personaje de Cheryl Blossom (interpretado por Madelaine Petsch) utiliza el vestido de Carrie y se bañaba en pintura roja para amenazar a su madre.
- En la película animada para adultos, El mundo encantado de El Superbeasto, se hace referencia a la escena del baile durante la boda de Dr. Satan, donde El Superbeasto y Suzi-X bañan al novio en sangre. Acto seguido, se muestra a los personajes de Carrie, Norma Watson, Frieda Jason y George Dawson burlándose de él. Luego, Dr. Satan inicia una masacre similar a la de Carrie.
- En Scream, el personaje de Billy Loomis (interpretado por Skeet Ulrich) finge su muerte con sangre falsa hecha a partir de almíbar, lo mismo que usaron para la filmación de Carrie.
- En la serie animada para niños El Increible Mundo de Gumball, el personaje Carrie, adopta el nombre de la protagonista de la película, además que su apellido canónico es "Krueger", haciendo referencia al famoso antagonista de la película de terror Pesadilla en la Calle Elm, Freddy Krueger.